# Yaren
Yaren (tudi Yarren ali Jaren) je eno od 14 okrožij v upravni delitvi otoške države Nauru v Tihem oceanu in de facto njeno glavno mesto, saj država uradno nima glavnega mesta. Na ozemlju Yarena se nahaja več inštitucij državnega pomena, kot so parlament, državna administracija in glavna policijska postaja, pa tudi največje pristanišče in mednarodno letališče, zato ga Organizacija združenih narodov obravnava kot »glavno okrožje« Nauruja.
S 747 prebivalci (po popisu leta 2011) je za Ngerulmudom in Vatikanom tretje najmanjše glavno mesto na svetu, eno najmanjših pa je tudi po površini. Nahaja se na jugu otoka Nauru, na severozahodu meji na okrožje Boe, na severu na okrožje Buada in na vzhodu na okrožje Meneng. Njegov predsednik je hkrati predsednik države, saj Nauru nima lokalne ravni oblasti.
Poleg uradnih ustanov je med znamenitostmi le nekaj ostankov japonske okupacije otoka med drugo svetovno vojno (1942–1945), kot so bunkerji in topniški položaji. Japonci so zgradili tudi vzletno-pristajalno stezo, ki je postala osnova za sedanje letališče.